# Lac Musquaro
Der Lac Musquaro ist ein See in der Verwaltungsregion Côte-Nord in der kanadischen Provinz Québec.

## Lage
Der Lac Musquaro befindet sich 25 km nördlich des am Sankt-Lorenz-Golfs gelegenen Orts Musquaro. Der stark gegliederte See bildet eine Flussverbreiterung des Rivière Musquaro. Von Westen mündet der Rivière D'Auteuil in den See. Der See hat eine Länge von 43 km. Die maximale Breite beträgt 8 km. Die Seefläche beträgt 207 km².